# Lophiodon
Lophiodon ist eine ausgestorbene Gattung der Säugetiere, deren Vertreter im Eozän lebten und überwiegend im heutigen Europa nachgewiesen wurden, wo sie in jener Zeit sehr häufig auftraten. Bekannt ist die Gattung über zahlreiche, teilweise auch vollständige Skelettfunde, die vor allem aus dem Geiseltal, aber auch aus der Grube Messel und weiten Bereichen West- und Südeuropas stammen. Die zu Lophiodon gehörenden Tiere ähnelten äußerlich heutigen Tapiren und gehören in deren weiteren Verwandtenkreis, sind aber möglicherweise näher mit den ebenfalls ausgestorbenen Chalicotherien verwandt. Die Tiere lebten an Flussläufen in tropischen Regenwäldern und ernährten sich hauptsächlich von Blättern. Erstmals beschrieben wurde die Gattung bereits 1822. Im Laufe der Forschungsgeschichte wurden zahlreiche zu dieser Gattung gehörende Arten beschrieben.

## Merkmale
Die Vertreter von Lophiodon waren mittelgroße bis große frühe Unpaarhufer und erreichten bei den größten Exemplaren mit einer Kopf-Rumpf-Länge von rund 250 cm und einer Schulterhöhe von 100 cm fast die Ausmaße heutiger Tapire, denen sie auch äußerlich ähnelten.       Bekannt ist die Gattung durch zahlreiche, gut erhaltene Skelettfunde. Der Schädel wurde je nach Art zwischen 18 und 36 cm lang und hatte eine aufgewölbte Stirnlinie, die eher ungewöhnlich für Unpaarhufer ist und durch eine recht große Gehirnkammer entstand. Die Jochbeinbögen formten einen deutlich auskragenden Bogen und standen dadurch markant auseinander. Dem gegenüber hatte das gesamte Rostrum eine sehr schmale Form. Ebenfalls außergewöhnlich war das sehr lange und schmale Nasenbein, das etwa in der Mitte noch eine Verbindung mit dem Zwischenkieferknochen aufwies, was einen sehr ursprünglichen Zustand unter den frühen Unpaarhufern darstellt. Dadurch formte das Zwischenkieferbein den vollständigen hinteren Teil des Naseninnenraums (bei späteren Unpaarhufern erfolgt dies durch den Oberkiefer), wodurch dieser extrem kurz ausgeprägt war. Diese besondere Gestaltung des Zwischenkieferknochens bewirkte auch eine größere Dicke als Länge bei diesem. Das Hinterhauptsbein war eher nach hinten überhängend geformt und in der Seitenansicht deutlich nach innen gebogen.

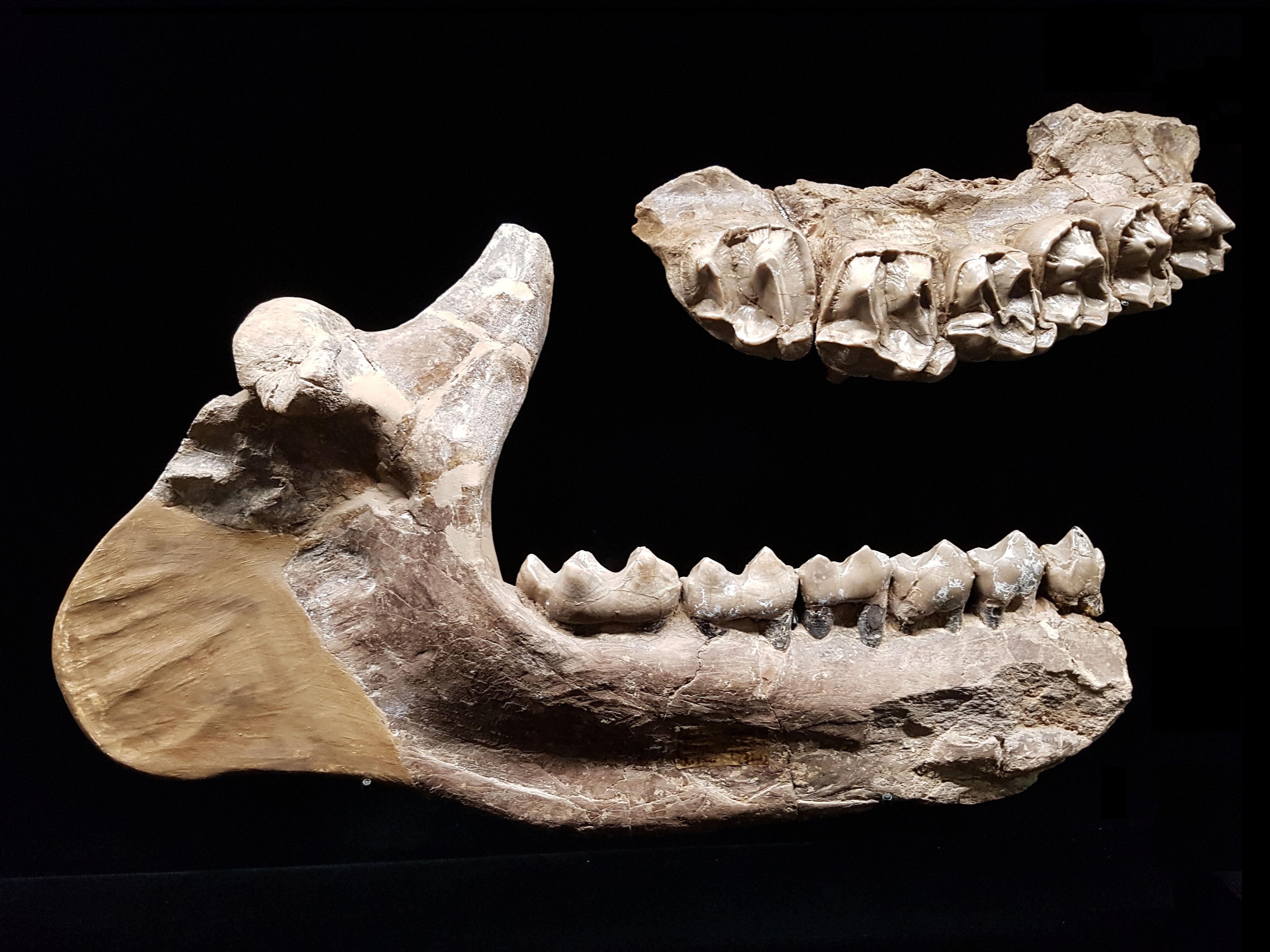
Ober- und Unterkieferfragment mit typisch bilophodonten hinteren Backenzähnen

Der Unterkiefer wies eine massive Gestalt auf und erreicht bis zu 36 cm Länge, wobei der Unterkieferkörper teils über 5 cm hoch wurde. Vor allem war die Symphyse robust gestaltet und reichte bis zum zweiten Prämolaren. Im Gebissaufbau wiesen Vertreter der Gattung Lophiodon nur wenige Unterschiede zu den heutigen Tapiren auf und besaßen mit Ausnahme des fehlenden ersten Prämolaren ein unreduziertes Gebiss, so dass die Gebissformel folgendermaßen lautete: {\displaystyle {\frac {3.1.3.3}{3.1.3.3}}}. Die Schneidezähne hatten nur eine geringe Größe und besaßen eine spitze Form. Der Eckzahn war dagegen mit bis zu 2,8 cm Länge besonders groß und deutlich konisch gestaltet. Hinter diesem trat ein sehr ausgedehntes Diastema zum hinteren Gebiss auf. Bei diesem nahm die Zahngröße von vorn nach hinten zu, allerdings war der vorletzte Molar manchmal größer als der letzte, welcher bis zu 4 cm lang wurde. Die Prämolaren waren nur teils molarisiert, glichen also den Molaren nur bedingt. Diese wiederum besaßen einen typisch bilophodonten Aufbau mit zwei erhöhten und quergestellten Zahnschmelzleisten und waren niederkronig (brachyodont). Die gesamte hintere Zahnreihe wurde bis zu 14 cm lang.
Das Körperskelett ist durch mehrere Skelettfunde zum Teil vollständig überliefert und zeigt tendenziell Abweichungen zu den heutigen Tapiren und anderen Unpaarhufern, die sich hauptsächlich im Bewegungsapparat widerspiegeln. So sind die Proportionen der Gliedmaßen unterschiedlich. Während zahlreiche eozäne Unpaarhufer etwa gleich lange Partien der oberen und unteren Hinterbeine besaßen, was auf einen Ursprung von eher schnellläufigen Vorfahren schließen lässt, war bei Lophiodon-Arten das Schienbein mit rund 19 cm Länge deutlich kürzer als der Oberschenkelknochen, der etwa 31 cm Länge erreichte, und verweist so schon auf eine Anpassung an einen schwerfälligeren Gang. Zudem hatte das Femur durch seinen abgeflachten Schaft und die erhöhte Lage des Kopfes Ähnlichkeiten zu jenem der Chalicotherien, ebenfalls ausgestorbenen Unpaarhufern. Dagegen wies der Oberarmknochen morphologisch einige Übereinstimmungen zu den Nashörnern auf. Bemerkenswert ist auch das sehr kurze obere Gelenk der Ulna (Olecranon), was eher untypisch ist für Unpaarhufer. Sowohl der Unterarm als auch der Oberarm wiesen Längen von bis zu 29 cm auf und besaßen somit etwa die gleichen Dimensionen. Die Vordergliedmaßen endeten in vier Strahlen, ein archaisches Merkmal der Unpaarhufer, welches heute nur bei den Tapiren überliefert ist. Die jeweils äußersten Zehen (Strahl V) waren dabei in der Länge reduziert, besaßen aber zwei Zehenglieder und zeigen so, dass sie zu Lebzeiten in Gebrauch waren. Die Hinterfüße hatten wie alle Unpaarhufer je drei Strahlen.

## Fossilfunde

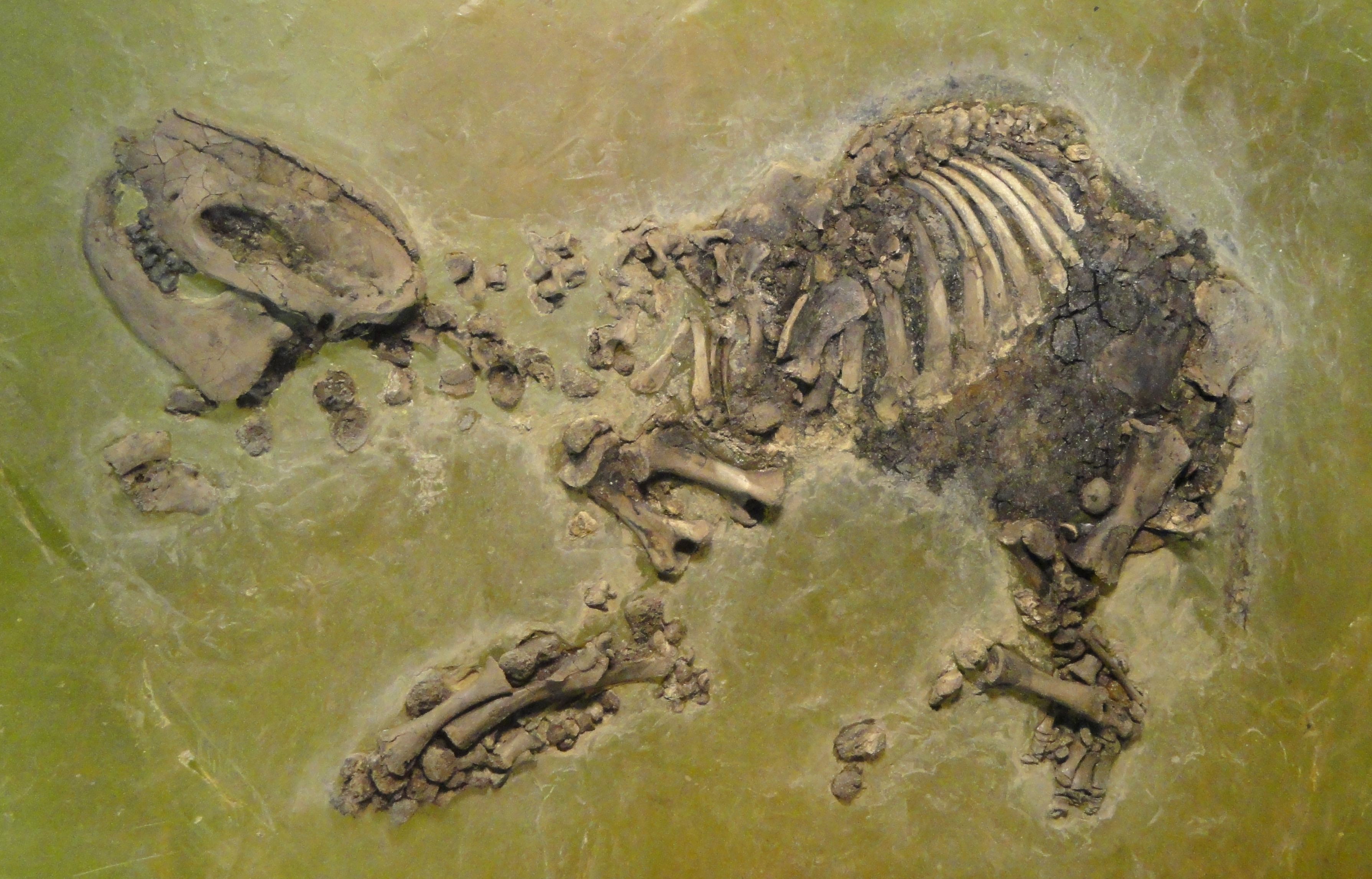
Skelett von Lophiodon aus der Grube Messel, Jungtier

Fossilien der Gattung Lophiodon sind in Europa sehr zahlreich und datieren vom ausgehenden Unteren bis ins beginnende Obere Eozän vor 51 bis 42 Millionen Jahren, teilweise haben die Funde den Charakter von Leitfossilien. Von großer Bedeutung sind dabei die Überreste aus dem Geiseltal in Sachsen-Anhalt, die in das Mittlere Eozän datieren. Hier wurden mehr als 180 einzelne Individuen entdeckt. Diese umfassen nicht nur zahlreiche Schädel, sondern auch gut erhaltenes postcraniales Skelettmaterial. Hervorzuheben ist ein Fundbereich mit 110 Tieren auf einer Fläche von 130 m², die zusammen mit Resten von Krokodilen und Schildkröten aufgefunden wurden. Möglicherweise stellt dieser Fund einen Fressplatz der großen Panzerechsen dar. Ebenfalls herausragend sind die Funde aus der etwa gleich alten Grube Messel in Hessen, wo unter anderem neben einigen isolierten Zähnen ein fast vollständiges Skelett eines Jungtiers überliefert ist, während aus dem ebenfalls bedeutenden Eckfelder Maar in Rheinland-Pfalz bisher nur einzelne Kieferfragmente und Zahnreste bekannt wurden. Gleichfalls einzelne Zahnfunde sind weiterhin aus der Phosphoritbank bei Dalum nahe Fürstenau in Niedersachsen entdeckt worden. Diese datieren ebenso ins Mittlere Eozän und gehören zu den nördlichsten Säugetierfossilien aus dieser geologischen Epoche in Mitteleuropa.
Außerhalb Mitteleuropas wurden zahlreiche Funde aus Frankreich vermeldet. Hervorzuheben sind vor allem die Funde von Issel im südfranzösischen Département Aude, die mehrere Schädelfunde umfassen. Eine hohe Bedeutung haben auch die Reste aus Bouxwiller im Elsass, welche aus einem mergeligen Süßwasserkalk stammen. Beide Fundstellen sind zeitlich etwa vergleichbar mit denen vom Geiseltal. Aus dem ausgehenden Untereozän und damit etwas älter datieren die Funde von Eygalayes im Département Drôme im Südosten Frankreichs. Diese umfassen Schädel- und Unterkieferfragmente sowie Partien des Bewegungsapparates. Weitere Reste stammen aus Spanien, Italien und aus der Schweiz.

## Paläobiologie

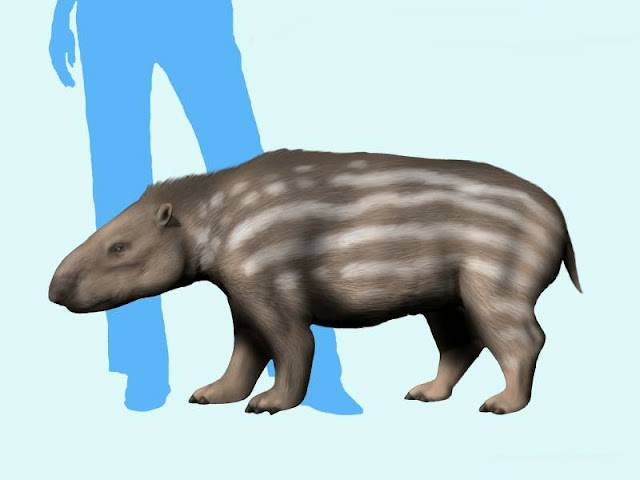
Hypothetische Lebendrekonstruktion von Lophiodon

Vor allem die fossilreichen Fundstellen des Geiseltals, aber auch die anderen Fossilplätze mit Lophiodon-Resten ermöglichen die Rekonstruktion eines artenreichen tropischen Regenwaldes, der im Mittleren Eozän in Europa bestand und in dem die Tiere vor allem in Flussniederungen und Sümpfen lebten. Dieses Biotop teilten sich Lophiodon-Vertreter unter anderem mit Krokodilen, Sumpfschildkröten und Riesenschlangen, aber auch mit Halbaffen und Paarhufern. Der typische Aufbau der Kauoberfläche der Backenzähne mit den zwei quergestellten Zahnschmelzleisten (bilophodont) und die niedrigen Zahnkronen (brachyodont) zeigen an, dass Lophiodon-Arten überwiegend weiche Blattnahrung zu sich nahmen, wobei sie damit eine ähnliche ökologische Nische wie die heutigen Tapire besetzten. Dabei ermöglichen die hohen Zahnschmelzleisten (Lophen) nur vertikale Kaubewegungen, so dass die Nahrung zuerst an den Querleisten zerschnitten und dann bei stärkerem Gebissschluss in den Rillen zwischen diesen Leisten zerquetscht wurde. Horizontale Kaubewegungen waren dabei kaum vorhanden. Bei einem höheren Abkauungsgrad der Leisten verloren diese ihre zerschneidenden Funktion und wirkten nur noch quetschend oder mahlend. Im Gegensatz aber zu den Tapiren weist der nur kurze Naseninnenraum darauf hin, dass bei Lophiodon-Vertretern kein Rüssel ausgebildet war, der bei der Nahrungssuche und -aufnahme eingesetzt werden konnte. Die typische Ernährungsweise von weicher Pflanzenkost (browsing) lässt aber eine verlängerte, spitze Oberlippe annehmen, ähnlich wie es bei zahlreichen heutigen Pflanzenfressern mit derartiger Nahrungsspezialisierung der Fall ist.
Das Körpergewicht von Lophiodon variierte zwischen 68 und 307 kg, was über die Größe des unteren ersten Mahlzahns ermittelt wurde. Vor allem an den zahlreichen Funden aus dem Geiseltal, die sich  über einen Zeitraum von rund 3 Millionen Jahren ablagerten, ließ sich eine beträchtliche Körpergrößenzunahme von anfänglich durchschnittlich 124 auf später 223 kg ermitteln. Eventuell ist dies mit einer stärkeren Nischennutzung verbunden, da die waldreichen Landschaften auch von anderen Säugetieren mit einer ähnlichen Bevorzugung blattreicher Nahrung genutzt wurden wie beispielsweise der frühe Pferdeverwandte Propalaeotherium.

## Systematik
Lophiodon ist eine Gattung aus der Familie der Lophiodontidae, heute ausgestorbenen Vertretern aus der Ordnung der Unpaarhufer. Ursprünglich wurden die Lophiodontidae aufgrund der deutlich bilophodonten hinteren Bezahnung in die Nähe der Tapire gestellt und der übergeordneten Gruppe der Tapiroidea zugewiesen. Die Tapiroidea formen zusammen mit den Rhinocerotoidea, der weiteren Verwandtschaft der Nashörner, die Unterordnung der Ceratomorpha, welche den Hippomorpha mit den Pferden innerhalb der Unpaarhufersystematik traditionell gegenüberstehen. Mitte der 1980er Jahre ergaben aber Analysen eine nähere Beziehung der Lophiodontidae zu den Chalicotheriidae, ebenfalls ausgestorbenen Unpaarhufern, die damals etwa eine Mittlerrolle zwischen den beiden großen Unterordnungen einnahmen und daher eine eigene Unterordnung, die Ancylopoda stellten. Diese wurden wiederum in der gleichen Studie aufgrund ihrer generellen Ähnlichkeit zu den Tapiren zusammen mit den Ceratomorpha in die neu geformte Zwischenordnung Tapiromorpha eingeordnet. Ein möglicher Vorfahre der Lophiodontidae war höchstwahrscheinlich Homogalax aus der Gruppe der Isectolophidae, welche das Schwestertaxon der Ancylopoda-Ceratomorpha-Gruppe darstellen.
In die unmittelbare Verwandtschaft zu Lophiodon gehören weiterhin Atalonodon und Lophiaspis, die aber nur über sehr wenig Fundmaterial bekannt sind. Untersuchungen zur Phylogenese ergaben, dass Lophiodon sich möglicherweise aus Eolophiodon heraus entwickelte, welches im Jahr 2015 über einen nahezu vollständigen Schädel aus La Borie im südlichen Frankreich eingeführt wurde. Dieses stammt aus dem Unteren Eozän und zeigt eine intermediäre Größe zwischen Lophiodon und Lophiaspis sowie im Vergleich zu ersterem eine einfachere Zahngestaltung vor allem im Bezug auf die Prämolaren. Demnach könnte sich Lophiodon über Eolophiodon aus Lophiaspis herausgebildet haben.
Zahlreiche Arten von Lophiodon wurden im Laufe der Forschungsgeschichte beschrieben, heute gültig sind unter anderem folgende:
- L. baroensis Checa, 1997
- L. buchsowillanum Desmarest, 1822
- L. cuvieri Watelet, 1864
- L. eygalayense Laberrère & Montenat, 2011
- L. filholi Fischer, 1964
- L. isselense Filhol, 1888
- L. lautricense Noulet, 1851
- L. leptorhynchum Filhol, 1888
- L. parisiense Gervais, 1848–1852
- L. remense Lemoine, 1878
- L. rhinocerodes Rütimeyer, 1862
- L. sardus Bosco, 1902
- L. tapiroides (Cuvier, 1812)
- L. tapirotherium Desmarest, 1822
- L. thomasi Depéret, 1906

Vor allem im 19. Jahrhundert etablierten amerikanische Paläontologen zahlreiche Arten in Nordamerika, die heute meist zu Heptpdon oder Helaletes gestellt werden, welche stammesgeschichtlich etwas moderner gestaltet sind. Ob alle oben aufgeführten Arten einen eigenständigen Charakter haben, ist unklar, da es bisher noch zu keiner größeren Revision von Lophiodon beziehungsweise der Lophiodontidae gekommen ist.

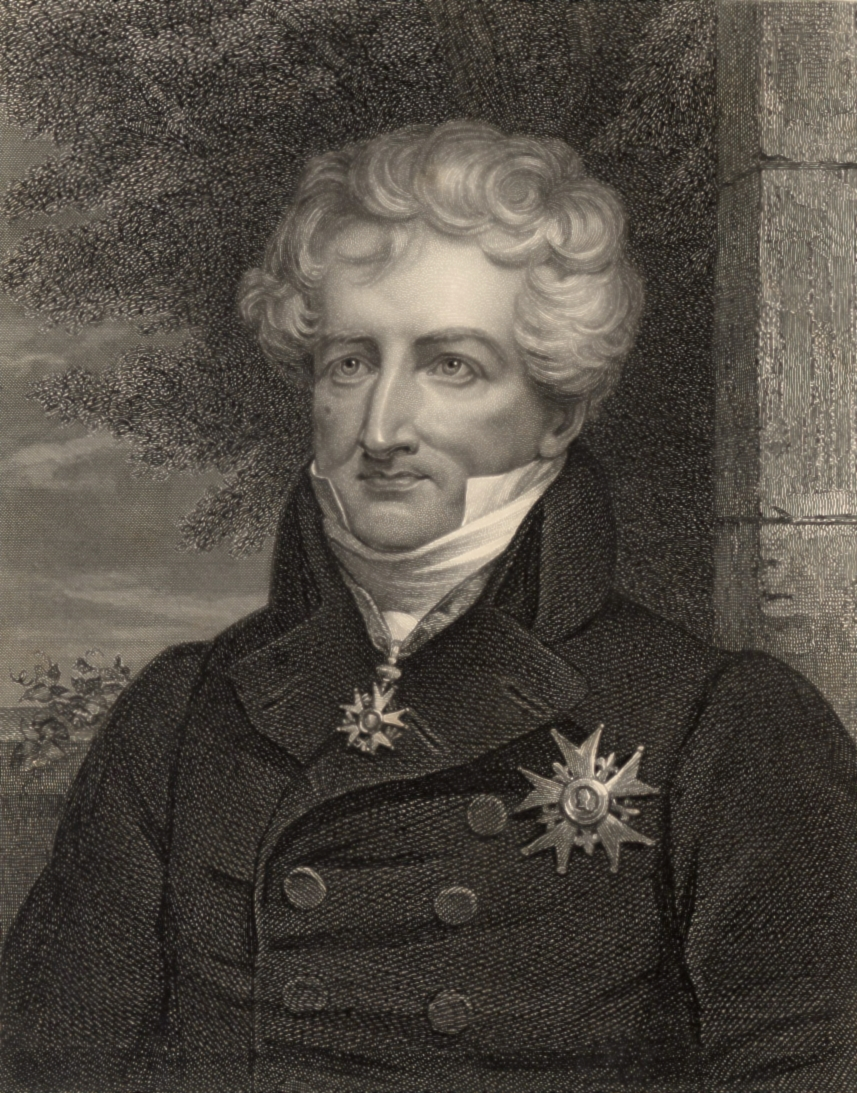
Georges Cuvier (1769–1832)

Die Gattung Lophiodon wurde 1822 von Georges Cuvier anhand von Funden aus Issel, Bouxwiller, Montpellier und anderen französischen Fundstellen wissenschaftlich erstbeschrieben. Zuvor hatte er aber bereits 1804 einige Fossilien dieser Gattung zu den Tapiren (Le petit tapir) gestellt, ein Jahr später verwies er weitere Funde zu den Palaeotherien, ausgestorbenen Pferdeverwandten, sowie den Nashörnern. Provisorisch stellte Henri Marie Ducrotay de Blainville im Jahr 1817 alle diese Fossilreste zu Tapirotherium, was Cuvier veranlasste, 1822 die neue Gattung Lophiodon einzuführen. Als Lectotypus gilt ein Unterkiefer aus Issel, der bereits von Cuvier abgebildet worden war und heute im Muséum national d’histoire naturelle in Paris aufbewahrt ist. Da das überwiegende Fundmaterial jener Zeit aus einzelnen Zähnen bestand, wurde Lophiodon anfangs teilweise noch als mit den Schweinen verwandt angesehen. Dies änderte sich erst mit der Beschreibung mehrerer Schädelfunde Ende des 19. Jahrhunderts, die ebenfalls aus Issel stammten. Vor allem aber die Funde aus dem Geiseltal, die vorwiegend in der ersten Hälfte des 20. Jahrhunderts entdeckt wurden, erweiterten die Kenntnisse über die Gattung beträchtlich. Teilweise wurden im Verlauf des 20. Jahrhunderts einige Arten von Lophiodon in andere Gattungen ausgegliedert, so im Jahr 1977 L. buchsowillanum in Rhinocerolophiodon oder L. isselense im gleichen Zeitraum in Paralophiodon. Einige Forscher sehen auch Paralophiodon und Rhinocerolophiodon als congenerisch an, wobei die Arten dann entsprechend und zuzüglich L. leptorhynchum unter Paralophiodon geführt werden. Aufgrund zu weniger abweichender Merkmale ist aber die Abtrennung der beiden Gattungen von Lophiodon nicht allgemein anerkannt. Der Name Lophiodon stammt aus dem Altgriechischen und bedeutet λόφος (lophos „Hügel“, „Kamm“) und ὀδούς (odoús „Zahn“), wobei sich dieser auf die charakteristische Ausprägung der Kauoberfläche der Backenzähne bezieht.